# Mircea Fulger
Mircea Fulger, född 26 januari 1959, är en rumänsk boxare som tog OS-brons i lätt welterviktsboxning 1984 i Los Angeles. I semifinalen förlorade han mot Dhawee Umponmaha från Thailand med 0-5.